# New Order
A New Order egy angol rockegyüttes, melyet a Joy Division megmaradt tagjai, Bernard Sumner (ének, gitár, billentyűk), Peter Hook (basszus, billentyűk, elektromos dobok) és Stephen Morris (dobok, elektronikus dobok, billentyűk), Gillian Gilbert-tel (billentyűk, gitár) kiegészülve alapítottak 1980-ban, énekesük, Ian Curtis halála után.
Az elektronikus zene és a 80-as évek New Wave irányzatának vegyítésével a New Order az 1980-as évek egyik legnagyobb hatású és kritikusok által is üdvözölt zenekara lett. Habár az együttes korai munkáit még beárnyékolta elődjüktől örökölt sötét múltjuk és a Joy Division hangzása, a New York-i klubzenékkel történő megismerkedésük lehetővé tette számukra, hogy a dance-stílus elemeit beillesszék műveikbe. Az együttes 1983-as slágere, a Blue Monday , mely minden idők legtöbb példányszámban eladott 12"-es lemeze, tökéletes példája annak, hogyan változott az együttes hangzása.
A New Order a Factory Records vezető együttese lett. Minimalista lemezborítóik és "rejtett imázsuk" hűen tükrözték a kiadó törekvéseit; szabad kezet adtak művészeiknek. Az együttes tagjai nem szerepeltek a borítókon, ritkán adtak interjúkat, rövid koncertjeiket nem követték ráadások, kislemezes sikerdalaikat általában nem tették fel éppen aktuális albumaikra. Az együttest gyakran nevezik rajongók, kritikusok és zenészek az alternatív rock, dance és rave zene nagy hatású alkotójaként.
Az együttes 1993-tól szüneteltette tevékenységét, ekkor a tagok különböző együttesekben dolgoztak. 1998-ban újra összeálltak, 2001-ben jelent meg Get Ready című albumuk. 2005-ben Phil Cunningham váltotta Gilbert-et, aki családi kötelezettségek miatt távozott. 2007-ben Hook is kilépett és bejelentette, hogy a jövőben nem kíván Sumner-rel együtt dolgozni. Az együttes 2011-ben két jótékony koncert kedvéért újra összeállt, Gilbert-tel, de Hook nélkül, akit Tom Chapman helyettesített.

## Története

### Kezdetek
1977 és 1980 között Peter Hook, Bernard Sumner és Stephen Morris a Joy Division tagjai voltak. Énekesük, Ian Curtis öngyilkossága után a megmaradt tagok tartották magukat ahhoz a korábbi egyezségükhöz, hogyha bármelyikük elhagyja az együttest, nem használják a Joy Division nevet. Első koncertjüket még név nélkül tartották, majd a New Order név felvétele mellett döntöttek. Mivel a New Order kifejezés szerepelt Hitler Mein Kampf című művében (New Order of the Third Reich), és mert a Joy Division neve a náci koncentrációs táborok prostituált-szárnyára utalt a The House of Dolls című regényben, a kritikusok náci-szimpátiával vádolták meg az együttest, amit a tagok visszautasítottak.
Rövid kísérletezés után Sumner vállalta el az énekesi szerepet, és az együttes tagja lett Morris barátnője, Gillian Gilbert is, aki már a Joy Division koncertjein is segédkezett.
Első kiadott hanganyaguk a Ceremony című kislemez volt, az In a Lonely Place-szel a b-oldalán; mindkét dalt még Joy Division-ként, Curtis-szel együtt szerezték. Az 1981 novemberében megjelent első nagylemezük, a Movement is még a Joy Divison által megkezdett út folytatását sugallta, bár a szintetizátorok már ekkor is nagyobb szerepet kaptak, mint a Joy Division lemezein. A dalok sötétséget és melankóliát árasztanak magukból, az elmúlásról, bánatról szóló szövegek egyszerűek, nyoma sincs Curtis költészetének.
1981-es New York-i látogatásuk során közeli ismeretségbe kerültek a dance zenével, ami fordulatot adott addigi zenei stílusuknak. Következő kislemezeik, az Everything's Gone Green és a Temptation már jelezte a hangzásbeli változást.
1982 májusában megnyílt a The Haçienda, a Factory Records klubja, melynek megnyitója egy majdnem 23 perces instrumentális elektronikus zenedarabbal nyitott. A Prime 586-ot Sumner és Morris készítették és a későbbi 586, Blue Monday és Ultraviolence zenei elemeit tartalmazta.

### Power, Corruption & Lies
A Power Corruption & Lies 1983 márciusában jelent meg és már sokkal drasztikusabb távolodást mutatott a joy division-i hangzástól; zeneileg korábbi gitár-alapú alkotásaik és a korai techno zenék keveréke, melyen olyan előadók hatása érezhető, mint a Kraftwerk és Giorgio Moroder. Blue Monday című kislemezükkel, mely nem került fel az albumra, még ennél is messzebb mentek. A Klein & MBO's Dirty Talk-ja és Sylvester diszkó klasszikusa, a You Make Me Feel (Mighty Real) által inspirált dal minden idők legtöbb számban eladott maxi lemeze lett az Egyesült Királyságban.

## Diszkográfia
Stúdióalbumok
- Movement (1981)
- Power, Corruption & Lies (1983)
- Low-Life (1985)
- Brotherhood (1986)
- Technique (1989)
- Republic (1993)
- Get Ready (2001)
- Waiting for the Sirens' Call (2005)
- Lost Sirens (2013)
- Music Complete (2015)

## Fordítás
- Ez a szócikk részben vagy egészben  a   New Order című angol Wikipédia-szócikk fordításán alapul.  Az eredeti cikk szerkesztőit annak laptörténete sorolja fel. Ez a jelzés csupán a megfogalmazás eredetét és a szerzői jogokat jelzi, nem szolgál a cikkben szereplő információk forrásmegjelöléseként.